# Dospat
El Dospat o Despatis - búlgar Доспатска, grec Δεσπάτης - és un riu que neix a l'oest de les muntanyes Ròdope i passa per Bulgària i per Grècia. És el principal afluent del Nestos.